# Cornulella tyro
Cornulella tyro är en svampdjursart som beskrevs av van Soest, Zea och Kielman 1994. Cornulella tyro ingår i släktet Cornulella och familjen Acarnidae.
Artens utbredningsområde är havet kring Seychellerna. Inga underarter finns listade i Catalogue of Life.